# The Idol
The Idol, ou L'Idole au Québec, est une série télévisée américaine en cinq épisodes d'environ 55 minutes créée par Sam Levinson, Abel Tesfaye et Reza Fahim, et diffusée entre le 4 juin et le 2 juillet 2023 sur HBO.
Le tournage est mouvementé, marqué notamment par le changement de l'équipe créative et le renouvellement du scénario alors que près de 80 % des épisodes initiaux ont déjà été complétés.
Les deux premiers épisodes sont finalement présentés « hors compétition » au Festival de Cannes 2023. L'accueil critique de la série est globalement très négatif.

## Synopsis
Après avoir fait une dépression nerveuse qui a entraîné l'annulation de sa dernière tournée, Jocelyn, idole pop montante, décide de récupérer son titre de pop star la plus sexy des États-Unis. Elle entame une relation complexe avec Tedros, le gérant d'une boîte de nuit, qui se révèle être en fait un gourou…

## Distribution
Sauf indication contraire, les informations mentionnées dans cette section peuvent être confirmées par la base de données cinématographiques IMDb,  présente dans la section « Liens externes ».

### Acteurs principaux
- Lily-Rose Depp (VF : Aurélie Konaté) : Jocelyn
- Abel Tesfaye (VF : Baptiste Marc) : Mauricio « Tedros » Costello Jackson
- Suzanna Son (VF : Margaux Maillet) : Chloe, une fidèle de Tedros
- Troye Sivan (VF : Gauthier Battoue) : Xander, le directeur artistique de Jocelyn
- Jane Adams (VF : Marie-Laure Dougnac) : Nikki Katz, la directrice du label discographique

### Acteurs récurrents
- Rachel Sennott (VF : Dorothée Pousséo) : Leia, la meilleure amie et assistante de Jocelyn
- Hank Azaria (VF : Mathieu Buscatto) : Chaim, le co-manager de Jocelyn
- Moses Sumney (VF : Mike Fédée) : Izaak, un fidèle de Tedros
- Da'Vine Joy Randolph (VF : Marie Bouvier) : Destiny, la co-manageuse de Jocelyn
- Jennie Ruby Jane (VF : Victoire Charval) : Dyanne, la danseuse de Jocelyn
- Hari Nef (VF : Céline Ronté) : Talia Hirsch, rédactrice de chez Vanity Fair
- Eli Roth (VF : Benoît Du Pac) : Andrew Finkelstein, un représentant de Live Nation
- Mitch Modes(VF : Esteban challis): Mitch, un fidèle de Tedros
- Sophie Mudd : Sophie, une fidèle de Tedros
- Ramsey (VF : Charlotte Daniel) : Ramsey, une fidèle de Tedros
- Melanie Liburd : Jenna, une fidèle de Tedros
- Karl Glusman (VF : Juan Llorca) : Rob Turner, l'ex de Jocelyn

### Invités
- Dan Levy (VF : Tanguy Goasdoué) : Benjamin, le journaliste d'opinion
- Alexa Demie : Maddy Perez, une amie de Jocelyn (caméo, invitée d'Euphoria)
- Mike Dean : lui-même

 Source et légende : version française (VF) sur RS Doublage

## Fiche technique
Sauf indication contraire, les informations mentionnées dans cette section peuvent être confirmées par la base de données cinématographiques IMDb,  présente dans la section « Liens externes ».
- Création : Sam Levinson, Abel Tesfaye et Reza Fahim
- Réalisation : Sam Levinson
- Production : 
  - Coproduction : Heidi Bivens
  - Production associée : Natalie Testa
  - Production exécutive : Joe Epstein, Reza Fahim, Aaron L. Gilbert, Ashley Levinson, Sam Levinson, Abel Tesfaye, Kevin Turen et Sara E. White
- Format d'image : 35 mm
- Société de production : A24 Television, A24, BRON Studios, HBO Entertainment, HBO, Little Lamb, Manic Phase, The Reasonable Bunch
- Société de distribution : HBO et Max
- Pays de production :  États-Unis
- Langue originale : Anglais

## Production
Fin août, HBO annonce que la série est annulée après une seule saison.

### Tournage
Initié en juin 2021, le projet est commandé par HBO et débute son tournage en novembre 2021 à Los Angeles et dans les environs, en Californie. Les moyens alloués à la série sont cependant limités malgré des attentes élevées, et plusieurs sources rapportent que la tâche confiée à la directrice Amy Seimitz leur paraît dès le départ irréalisable, celle-ci étant chargée de recréer un succès similaire à Euphoria avec un budget deux fois moindre. La production est temporairement interrompue en avril 2022 en raison de la co-tête d'affiche du Coachella Valley Music and Arts Festival.
Le 25 avril 2022, alors que les épisodes sont déjà finis à 80 % et qu'un budget de 54 à 75 millions de dollars a été consommé, la presse spécialisée rapporte que la série serait retravaillée et subirait d'importantes modifications dans sa distribution et son équipe en raison d'un changement de direction créative. La directrice créative Amy Seimetz quitte soudainement le projet, un départ que certaines sources attribuent à la volonté du co-créateur et co-acteur principal, The Weeknd, de diminuer la « perspective féminine » de la série. Elle est remplacée par Sam Levinson, qui met notamment l'accent sur les scènes à contenu sexuel ou montrant de la nudité.
Le tournage se termine officiellement en septembre 2022, après avoir souffert de plusieurs retards, réécritures de scènes et reprises de tournage.
Une enquête du journal Rolling Stones rapporte des conditions de production dégradées, certains membres de l'équipe de tournage regrettant que le message que le projet visait à exprimer ait tant changé durant son tournage : de la représentation d'une petite actrice devenant la proie d'une figure du milieu prédatrice et se battant pour recouvrir son indépendance, à une histoire d'amour dégradante portant un message creux et, pour certains, insultant.

### Diffusion
Initialement annoncée avec six épisodes, la série en compte finalement cinq.
Elle est diffusée depuis le 4 juin 2023 sur HBO. Au Québec, elle est diffusée en simultané à Super Écran et en France, sur Prime Video via le Pass Warner depuis le 5 juin 2023.

## Musique
La bande originale de la série, The Idol, Vol. 1, devait initialement sortir le 30 juin. La bande originale devait inclure des chansons créées par The Weeknd lui-même et Mike Dean, membre de l'équipe de soutien, entre autres. Le 21 avril 2023, "Double Fantasy" (feat. Future) est sorti en tant que premier single de la bande originale, tandis que "Popular", une collaboration avec Playboi Carti et Madonna, est sorti en tant que deuxième single de la bande originale le 2 juin 2023. Le 8 juin 2023, il a été annoncé que la nouvelle musique serait publiée après la première de chaque épisode sous la forme d'un EP, abandonnant ainsi l'idée de la bande originale.

## Épisodes
1. Libérée, délivrée (Pop Tarts & Rat Tales)
2. Double Fantasy
3. Daybreak
4. Les stars appartiennent au monde (Stars Belong to the World)
5. Jocelyn Forever

## Réception critique
La réception critique de la série est très mitigée.
Pour Télérama, « c'est une purge », « un abyme de bêtise et de vulgarité ». Les Inrocks retiennent « la présence solaire de Lily-Rose Depp » et le journal Le Monde loue « la dénonciation de la vulgarité d’une époque ». Pour Hugo Dumas de La Presse, « il s'agit […] de la pire série en ondes actuellement et de la plus grosse déception de la saison. ».

## Distinction

### Sélection
- Festival de Cannes 2023 : hors compétition